# 千明守
千明 守（ちぎら まもる、1959年 -2014年12月31日）は、日本の国文学者、國學院大學栃木短期大学教授。博士（文学）。専攻は日本中世文学・軍記物語。

## 来歴
群馬県生まれ。1981年國學院大學文学部日本文学科卒業。86年同大学院文学研究科博士課程後期単位取得中退。國學院大學栃木短期大学助教授を経て教授。椎名守の名で代々木ゼミナール古文講師を務めた。2014年12月31日、逝去。

## 著書
- 『勝つための古典文法50』椎名守 三省堂 ポイント攻略、1994
- 『椎名守のスーパーできる!古典文法』椎名守 旺文社インタラクティブ、1997
- 『完全攻略椎名の「パーフェクト古文読解」』椎名守 大和書房、1998
- 『読んだ気になる日本の古典 名文・名場面で楽しむ』PHPエディターズ・グループ、2002
- 『平家物語が面白いほどわかる本 今も昔も私たちを引きつける、古典の最高峰!』中経出版、2004
- 『平家物語屋代本とその周辺』おうふう、2013

### 編纂・監修
- 『校訂中院本平家物語』今井正之助共編 三弥井書店 中世の文学、2010‐11
- 『平家物語の多角的研究 屋代本を拠点として』編 ひつじ書房 ひつじ研究叢書、2011
- 『こんなに楽しい平家物語 源平合戦のストーリーをこれ一冊で!』監修 イースト・プレス、2012